# Poecilodryas brachyura
A Poecilodryas brachyura  a madarak osztályának verébalakúak (Passeriformes) rendjébe és a cinegelégykapó-félék (Petroicidae) családjába tartozó faj.

## Rendszerezése
A fajt Philip Lutley Sclater angol ornitológus írta le 1874-ben, a Leucophantes nembe Leucophantes brachyurus néven.

## Alfajai
- Poecilodryas brachyura albotaeniata (A. B. Meyer, 1874)
- Poecilodryas brachyura brachyura (P. L. Sclater, 1874)
- Poecilodryas brachyura dumasi Ogilvie-Grant, 1915[2]

## Előfordulása
Új-Guinea szigetén, Indonézia és Pápua Új-Guinea területén honos. Természetes élőhelyei a szubtrópusi és trópusi síkvidéki esőerdők. Állandó, nem vonuló faj.

## Megjelenése
Testhossza 14–15 centiméter, testtömege 25 gramm.

## Életmódja
Rovarokkal táplálkozik.

## Természetvédelmi helyzete
Az elterjedési területe elég nagy, egyedszáma pedig stabil. A Természetvédelmi Világszövetség Vörös listáján nem fenyegetett fajként szerepel.

## Külső hivatkozások
- Képek az interneten a fajról
- Internet Bird Collection - videók a fajról
- Xeno-canto.org - a faj hangja